# Westfield (Indiana)
Westfield é uma cidade  localizada no estado americano de Indiana, no Condado de Hamilton.

## Demografia
Segundo o censo americano de 2020, a sua população era de 46410 habitantes.

## Geografia
De acordo com o United States Census Bureau tem uma área de
19,8 km², dos quais 19,8 km² cobertos por terra e 0,0 km² cobertos por água. Westfield localiza-se a aproximadamente 286 m acima do nível do mar.

## Localidades na vizinhança
O diagrama seguinte representa as localidades num raio de 16 km ao redor de Westfield.